# Zenodorus syrinx
Zenodorus syrinx là một loài nhện trong họ Salticidae.
Loài này thuộc chi Zenodorus. Zenodorus syrinx được Henry Roughton Hogg miêu tả năm 1915.